# Julius Stieber

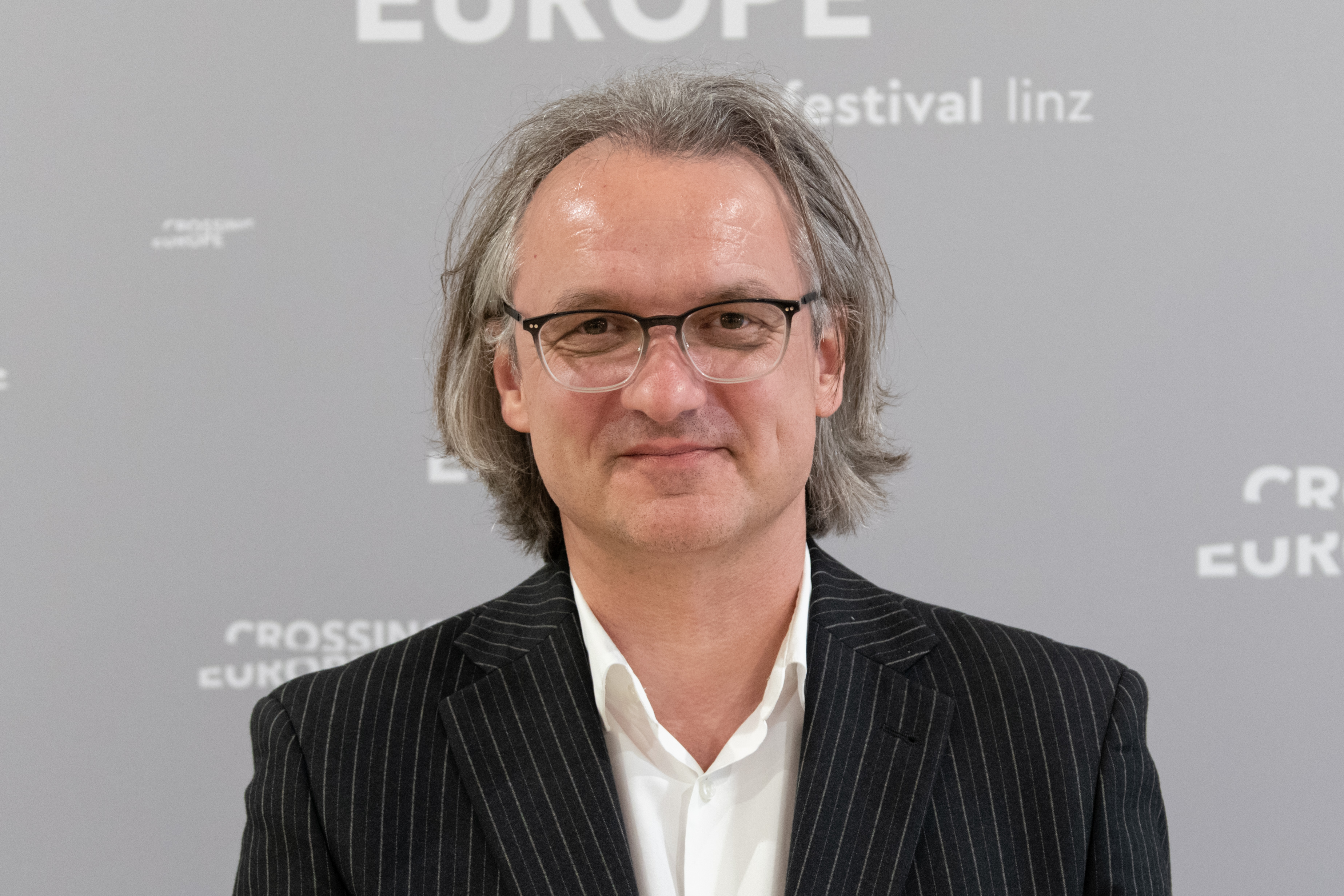
Julius Stieber (2022)

Julius Stieber (* 29. März 1966 in Linz, Oberösterreich) ist ein österreichischer Germanist und Kulturdirektor am Magistrat der Stadt Linz.

## Leben und Wirken
Stieber absolvierte ein Lehramtsstudium in Germanistik und Geschichte an der Universität Wien, welches er mit dem Doktorat in Germanistik abschloss. Ab 1996 begann seine Laufbahn in der Kulturdirektion des Landes Oberösterreich. In dieser Funktion war er maßgeblich an der Gründung des Jugendtheaterfestivals SCHÄXPIR beteiligt und wurde 2002 dessen erster Geschäftsführer und Festivalleiter.
2010 trat Stieber die Nachfolge von Siegbert Janko als Kulturdirektor der Stadt Linz an, wo er den Geschäftsbereich Kultur und Bildung leitet. Stieber ist Mitglied im Aufsichtsrat des Ars Electronica Centers sowie der Linzer Veranstaltungsgesellschaft (LIVA), welche auch das Brucknerhaus führt. Weiters fallen der Wissensturm und die Museen der Stadt Linz (Lentos und Nordico) in seinen Zuständigkeitsbereich. Beim Festival der Regionen ist Stieber als Vereinsbeirat tätig.
Für die Perioden 2013–2018 und 2018–2023 wurde Stieber in den Universitätsrat der Universität Linz berufen.
In seiner Funktion als Kulturdirektor war Stieber wesentlich daran beteiligt, dass Linz im Dezember 2014 zur UNESCO City of Media Arts ernannt wurde.